# Loewia cretica
Loewia cretica là một loài ruồi trong họ Tachinidae.